# توم باركر (كرة سلة)
توم باركر (بالإنجليزية: Tom Barker)‏ مواليد 11 مارس 1955 في هارلينغن، هو لاعب كرة سلة أمريكي سابق. بدأ مسيرته الاحترافية في سنة 1976. تم اختياره من قبل فريق أتلانتا هوكس خلال الدرافت. يبلغ طوله 6 قدم 10 بوصة (2.1 م). اعتزل اللعب في 1983.

## المسيرة الاحترافية
لعب مع أتلانتا هوكس في موسم 1976–1977، ثم لعب مع هيوستن روكتس في سنة 1978، ثم لعب مع بوسطن سيلتكس في سنة 1979، ثم لعب مع نيويورك نيكس في سنة 1979، ثم لعب مع نادي دين بوش لكرة السلة من سنة 1980 إلى 1983.

## روابط خارجية
- توم باركر على موقع إن بي أي (الإنجليزية)
- توم باركر على موقع سبورتس رفرنس (الإنجليزية)
- توم باركر على موقع كلية كرة السلة في سبورتس رفرنس.كوم (الإنجليزية)
- توم باركر على موقع ريلجم (الإنجليزية)
- توم باركر على موقع بروبوليرز (الإنجليزية)